# Resident Evil: Origins Collection
Resident Evil: Origins Collection (conocido en Japón como BioHazard: Origins Collection) es un videojuego recopilatorio del género videojuego de terror disponible para los sistemas PlayStation 4, Xbox One, PC y Nintendo Switch. En un mismo disco incluye los juegos Resident Evil (remake) y Resident Evil Zero adaptados en alta definición con una resolución máxima de 1080p, mejoras gráficas, y con el añadido de novedades inéditas como modos de juego adicionales, trajes y mejoras en el control. Esta compilación fue puesta a la venta en América del Norte el 19 de enero de 2016; en Japón el 21 de enero de 2016; y en Europa el 22 de enero de 2016.
Los juegos incluidos en la compilación recibieron los nombres de Resident Evil HD Remaster y Resident Evil 0 HD Remaster, y pueden ser adquiridos por separado en los sistemas de descarga de PlayStation Network y Xbox Live.

## Resident Evil HD Remaster
La trama transcurre en la noche del 24 de julio de 1998 en las afueras de Raccoon City, en Raccoon Forest dentro de las Montañas Arklay, donde ocurren una serie de extraños asesinatos en los cuales los restos de las víctimas mostraban señas de canibalismo. El ayuntamiento local envía al equipo Bravo del grupo de élite, los S.T.A.R.S. (Special Tactics And Rescue Service) a investigar estos hechos. Tras perderse el contacto con el equipo Bravo, se envía al equipo Alfa para encontrarlos y continuar la investigación.
Los protagonistas son Chris Redfield y Jill Valentine (el jugador puede seleccionar al que prefiera al inicio del juego), aunque también aparecen personajes como Rebecca Chambers (es jugable en un breve tramo opcional del juego. Es una de los miembros del equipo Bravo que queda con vida), Albert Wesker y Barry Burton (también es posible controlarlo por unos minutos de manera opcional).

## Resident Evil Zero HD Remaster
Argumentalmente se sitúa antes de los acontecimientos del anterior juego, y permite al jugador comprobar de primera mano que fue lo que sucedió con el equipo Bravo al llegar a Raccoon Forest y todos los acontecimientos posteriores antes de la llegada del equipo Alfa (Chris, Jill, Wesker y Barry). Los protagonistas son Rebecca Chambers y Billy Coen (un ex marine convicto de asesinato, acusado de matar a 23 personas).
Esta remasterización incluye novedades como el "Modo Wesker", disponible al completar el juego por primera vez y que permite jugar al modo "Campaña" con Wesker (en sustitución de Billy) con los poderes que este personaje adquiere en Resident Evil 5 (el virus Uroboros). Al completar el "Modo Wesker" se desbloqueará un nuevo traje exclusivo para Rebecca (también inédito para esta edición). También incluye un modo "Galería" que permite ver todos los videos del juego a medida que el jugador va avanzando.
- Datos: Q30899060